# Fratello Cadfael
(Fratello Cadfael)
Fratello Cadfael, in lingua inglese Brother Cadfael, nato Cadfael ap Meilyr ap Dafydd, (Trefriw, Galles, maggio 1080 - dopo il 1145) è un personaggio letterario ideato da Ellis Peters e protagonista di una fortunata serie di romanzi gialli ambientati tra il 1137 e il 1145 in Inghilterra.

## Biografia
Cadfael ap Meilyr ap Dafydd nasce a Trefriw, in Galles, nel maggio del 1080. A quattordici anni si trasferisce a Shrewsbury dove conosce e si innamora di Richildis Vaughan promettendole di sposarla al ritorno dalla Prima Crociata, per la quale parte nell'esercito di Roberto II di Normandia. In seguito, rimane in Oriente, dove ad Antiochia conosce Miriam, dalla quale, a sua insaputa, ha un figlio, Olivier de Bretagne. Nei suoi viaggi, Cadfael ha delle relazioni anche con altre donne, tra le quali la veneziana Bianca e la greca Arianna.
Nel 1114 Cadfael torna in Inghilterra, dove scopre che Richildis si è nel frattempo sposata con Eward Gurney, ed intraprende la carriera militare. Al servizio del nobile Roger Mauduit, nel 1120 comprende che questi ha organizzato il rapimento dell'abate Heribert dell'abbazia dei Santi Pietro e Paolo in Shrewsbury nel tentativo di sventare una causa legale; libera lui stesso l'abate ed entra nella sua abbazia come novizio e poi monaco, senza però diventare sacerdote, né diacono.
All'interno dell'abbazia di Shrewsbury, svolge il ruolo di erborista, avendo allestito un proprio laboratorio nei pressi dell'orto. Esperto della sua arte e uomo di cultura, spesso per questi motivi viene incaricato di ruoli particolari dall'abate Heribert e dal suo successore Radulfus. Nel 1137 partecipa insieme al priore Robert Pennant all'ambasceria in Galles per ottenere la custodia delle reliquie di Santa Winifred e lì svolge la sua prima indagine sull'omicidio di un importante signore del luogo che si era opposto al loro intento. In seguito, si occupa di risolvere altri misteri aiutando l'amico Hugh Beringar, vicesceriffo, e poi sceriffo, dello Shropshire; la sua ultima indagine si svolge nell'autunno del 1145.

## Televisione
Nella serie televisiva Cadfael - I misteri dell'abbazia, la parte del protagonista è stata magistralmente ricoperta da Derek Jacobi.

## Romanzi
- La bara d'argento (A Morbid Taste for Bones) (1977)
- Un cadavere di troppo (One Corpse Too Many) (1979)
- Il cappuccio del monaco (Monk's Hood) (1980)
- La fiera di San Pietro (Saint Peter's Fair) (1981)
- Due delitti per un monaco (The Leper of Saint Giles) (1981)
- La vergine nel ghiaccio (The Virgin in the Ice) (1982)
- Il rifugiato dell'abbazia (The Sanctuary Sparrow) (1983)
- Il novizio del diavolo (The Devil's Novice) (1983)
- I due prigionieri (Dead Man's Ransom) (1984)
- Il pellegrino dell'odio (The Pilgrim of Hate) (1984)
- Mistero doppio (An Excellent Mystery) (1985)
- Il corvo dell'abbazia (The Raven in the Foregate) (1986)
- Il roseto ardente (The Rose Rent) (1986)
- L'eremita della foresta (The Hermit of Eyton Forest) (1988)
- La confessione di fratello Haluin (The Confession of Brother Haluin) (1988)
- Una luce sulla strada per Woodstock (A Rare Benedictine) (1988): una raccolta di tre episodi, tra cui il racconto della vocazione di Fratello Cadfael.
- L'apprendista eretico (The Eretic's Apprentice) (1990)
- La missione di fratello Cadfael (The Potter's Field) (1990)
- Il monaco prigioniero (The Summer of the Danes) (1991)
- Un sacrilegio per fratello Cadfael (The Holy Thief) (1992)
- La penitenza di fratello Cadfael (Brother Cadfael's Penance) (1994)